# Puryfikacja
Puryfikacja (łac. purificatio – oczyszczenie) – czynność w liturgii polegająca na obmyciu kielicha, pateny i palców, czasem także puszki (cyborium) z cząstek Ciała Pańskiego (hostii lub komunikantów) oraz pozostałości po Krwi Pańskiej. Odbywa się zazwyczaj po udzieleniu Komunii Świętej na zakończenie Liturgii Eucharystycznej. Przepisy liturgiczne dopuszczają również przeprowadzenie puryfikacji po zakończonej Mszy świętej. Puryfikacji może dokonywać kapłan lub diakon, a także akolita ustanowiony obrzędem. Przepisy nie wspominają w tym miejscu o możliwości spełnienia tej posługi przez nadzwyczajnego szafarza Komunii Świętej. Do puryfikacji używa się najczęściej wody lub wody i wina oraz puryfikaterza, czyli ręczniczka służącego do wycierania kielicha. W czasie wykonywania czynności duchowny lub akolita odmawia krótką modlitwę: Panie, daj nam czystym sercem przyjąć to, co spożyliśmy ustami, i dar otrzymany w doczesności niech się stanie dla nas lekarstwem na życie wieczne. Modlitwa ta swoimi korzeniami sięga V wieku (Sakramentarz Gelazjański). Jest również obecna w Mszale św. Jana XXIII (stosowanym w formie nadzwyczajnej obrządku rzymskiego) jako jedna z dwóch modlitw odmawianych przez kapłana dokonującego puryfikacji oraz obmycia palców po Komunii.
Pierwsze szczegółowe przepisy dotyczące puryfikacji pochodzą z przełomu IX i X wieku. Obecnie kwestie puryfikacji w ramach liturgii regulują przepisy zawarte w Ogólnym Wprowadzeniu do Mszału Rzymskiego (2002, wyd. pol. 2003) nr. 163, 183, 192, 247-249, 270, 278-280.